# Barraca del Tomàs
La Barraca del Tomàs és una obra de Santa Maria d'Oló (Moianès) inclosa a l'Inventari del Patrimoni Arquitectònic de Catalunya.

## Descripció
Barraca de planta rectangular (amida 5 metres per 3 metres), aixecada amb pedra seca de mida irregular, separada en dos cossos, el més baix afegit posteriorment. Té dues portes independents, una per cada dependència, sense comunicació interna. L'estança més estreta era adaptada per tenir-hi l'ase (té estable). L'altre compartiment és un xic més ample i servia per l'aixopluc del pagès. Cada compartiment té una coberta independent: la de l'estable és coberta amb bigues de fusta, on s'hi ha sobreposat lloses i pedres grosses, i l'altre té coberta amb falsa volta.
A aquesta dependència hi ha una petita espitllera. A les portes, unes grans lloses fan de llindes. A l'exterior, un parell de pedres grosses fan de banc.
La coberta és consolidada amb terra. La barraca no sobrepassa els 2 metres d'alçada.

## Història
La zona d'Oló es caracteritza per la gran quantitat de barraques que s'hi troben, amb una tipologia pròpia, mantenint diferències amb la resta del Bages (de planta circular a la zona del Moianès, de planta quadrada o rectangular a la zona d'Artés ...)
Les barraques d'Oló acostumen a tenir unes dimensions més grans, i és freqüent trobar-hi dues dependències: una com a estable i l'altre pel pagès. Normalment el compartiment de l'estable ha estat afegit posteriorment a l'estança normal, és per això que acostumen a ser cobertes amb bigues de fusta, per poder aprofitar al màxim l'alçada.
El nom, "Barraca del Tomàs" li ve donat perquè el darrer pagès que havia treballat el camp on es troba s'anomenava Tomàs.